# مرمت (فیلم ۲۰۱۱)
«مرمت» (انگلیسی: Restoration (2011 film)) یک فیلم است که در سال ۲۰۱۱ منتشر شد. از بازیگران آن می‌توان به ساسون گابای اشاره کرد.